# Glaresis quedenfeldti
Glaresis quedenfeldti är en skalbaggsart som beskrevs av Rudolph Petrovitz 1968. Glaresis quedenfeldti ingår i släktet Glaresis och familjen Glaresidae. Inga underarter finns listade i Catalogue of Life.